# John Cairncross
John Cairncross (* 25. Juli 1913 in Lesmahagow, South Lanarkshire, Schottland; † 8. Oktober 1995 in Herefordshire, England) war ein britischer Geheimagent während des Zweiten Weltkriegs, der zusammen mit vier anderen, die unter dem Namen Cambridge Five bekannt wurden, für die Sowjetunion spionierte.

## Leben
Cairncross genoss eine Ausbildung an der University of Glasgow und am Trinity College (Cambridge), wo er moderne Sprachen studierte und dabei die übrigen der Cambridge Five kennenlernte. Nach seinem Abschluss arbeitete er für das Foreign Office. 1937 trat er der Communist Party of Great Britain bei.

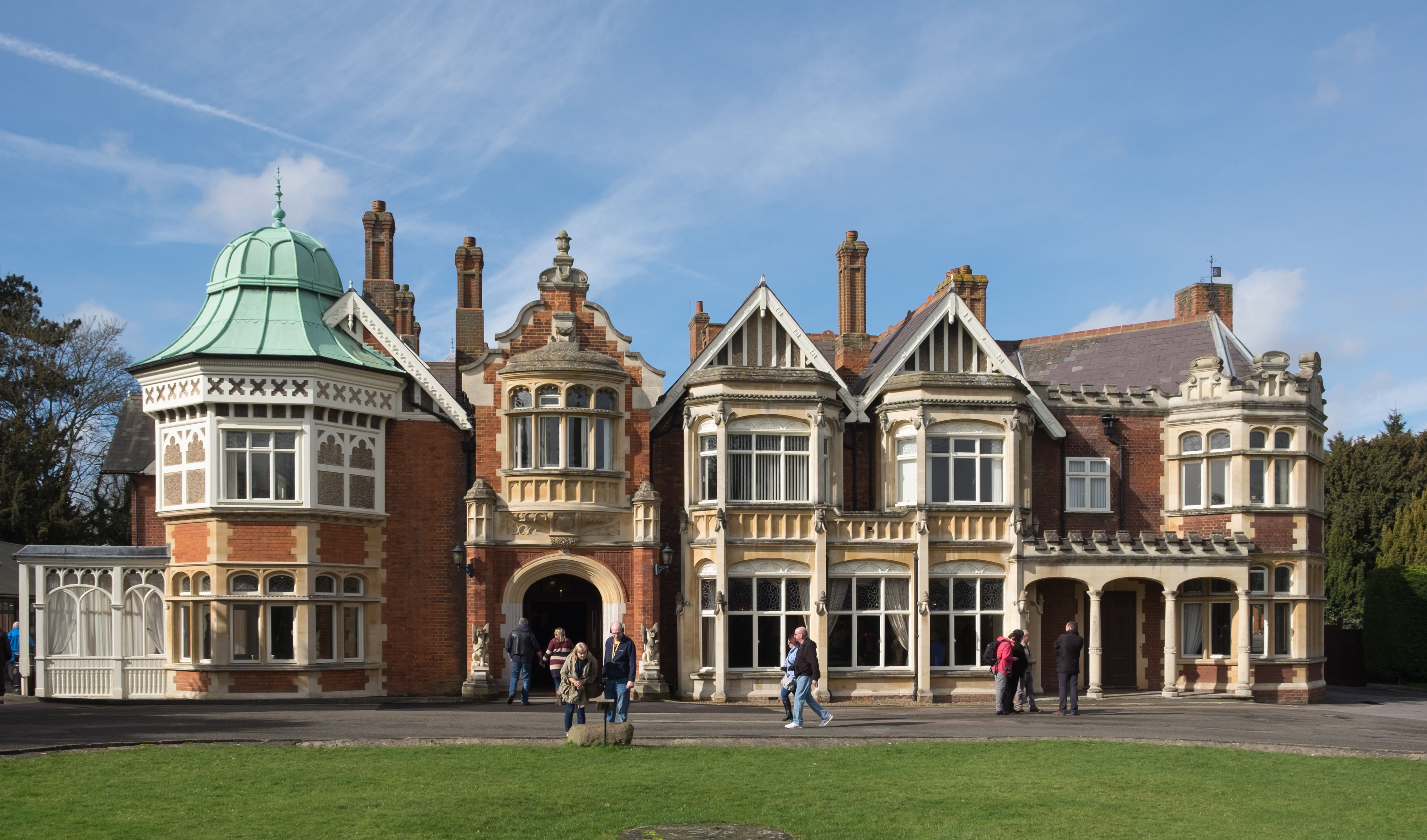
Das Herrenhaus von Bletchley Park (2002) war die Zentrale der britischen Codeknacker und ist heute ein Museum

Im Jahr 1942 arbeitete er als Mitarbeiter des MI6 als Codeknacker im englischen Bletchley Park an der Entzifferung des geheimen Nachrichtenverkehrs, den die deutsche Wehrmacht mit ihrer Rotor-Schlüsselmaschine Enigma verschlüsselte. Während dieser Zeit leitete er die entzifferten Informationen, die in Bletchley Park mit dem Decknamen Ultra bezeichnet wurden, über geheime Kanäle an seine Ansprechstellen in der Sowjetunion weiter. Die gelieferten Informationen waren für die Rote Armee äußerst hilfreich, um den Krieg gegen das Deutsche Reich an der deutschen Ostfront zu gewinnen. So hatten die von Cairncross an die Sowjets verratenen Informationen – dabei handelte es sich um die entzifferten Enigma-Funksprüche in der deutschen Originalsprache – beispielsweise auf die Panzerschlacht bei Kursk, die von der deutschen Seite als „Unternehmen Zitadelle“ bezeichnet wurde, einen kritischen Einfluss. Durch Cairncross gelang es dem sowjetischen Geheimdienst darüber hinaus, mit seinen eigenen Verschlüsselungsverfahren im Vergleich zu seinen britischen Verbündeten immer eine Nasenlänge voraus zu sein.
Nachdem MI5 belastendes Material in seinem Besitz fand, räumte Cairncross 1951 ein, zu spionieren. Einige glauben, dass die von ihm gelieferten Informationen über das westliche Atomwaffenprogramm das sowjetische in Gang setzten. Trotzdem wurde er niemals bestraft, was später zu dem Vorwurf führte, die Regierung wäre heimlich daran beteiligt, seine Rolle zu verbergen. Tatsächlich blieb die Identität des fünften Mannes der Cambridge Five bis 1990 mysteriös, als die KGB-Überläufer Yuri Modin und Oleg Gordijewski Cairncross belasteten.
Nach seinem Geständnis siedelte Cairncross nach Rom über, wo er für die Ernährungs- und Landwirtschaftsorganisation (FAO) der UNO bis zu seiner Pensionierung arbeitete. Danach zog er sich nach Südfrankreich zurück. John Cairncross starb 1995.
Er war der Bruder des Ökonomen Sir Alexander Kirkland Cairncross und Onkel der Journalistin Frances Cairncross.

## Werke
- The Enigma Spy. The Story of the Man who Changed the Course of World War Two. Century, 1997, ISBN 0-7126-7884-0.

## Belege
1. ↑  Christopher Andrew, Oleg Gordievsky: KGB: The Inside Story of its Foreign Operations from Lenin to Gorbatchev. Hodder and Stoughton, London 1990, S. 247, note 5.
2. ↑  The Cambridge spy ring. BBC News; abgerufen am 26. März 2008.

| Personendaten    | Personendaten                 |
| ---------------- | ----------------------------- |
| NAME             | Cairncross, John              |
| KURZBESCHREIBUNG | britischer Spion              |
| GEBURTSDATUM     | 25. Juli 1913                 |
| GEBURTSORT       | Lesmahagow, South Lanarkshire |
| STERBEDATUM      | 8. Oktober 1995               |
| STERBEORT        | Herefordshire                 |